# Retable du noviciat
Le Retable du noviciat  (en italien Pala del Noviziato)  est un tableau peint par Fra Filippo Lippi en 1445. Il est conservé au musée des Offices à Florence.

## Histoire
Le panneau principal est attribué  intégralement à Fra Filippo Lippi. Elle a été probablement commandée par Cosme de Médicis (comme le suggère la présence des saints Côme et Damien, protecteurs de la maison Médicis), et elle était destinée à la chapelle du noviciat franciscain (avec les saints François d'Assise et Antoine de Padoue) de la Basilique Santa Croce, qui leur appartenait.
Lors des suppressions napoléoniennes des ordres monastiques, en 1813,  le retable a été déplacé, ainsi que sa prédelle peinte par Pesellino ensuite partagée entre le Louvre (deux premiers panneaux) et les Offices (les trois derniers).
L'œuvre entière retrouva ses couleurs lumineuses après la restauration des Offices en 2010 et fut exposé ensuite, avec son entière prédelle,  sur son lieu d'origine à Santa Croce.

## Description
Le sujet de l'œuvre est une Conversation sacrée, un thème de l'iconographie chrétienne qui apparaît au XVe siècle dans l'Italie du nord, le temps de la Renaissance artistique.
Au centre, la Vierge en majesté trône avec l'enfant Jésus entourée de quatre saints anachroniques, à partir de la gauche : François, Damien, Côme et Antoine de Padoue (indications peintes sur le bord de l'estrade). Dans le haut, sur la frise, est dessiné le motif héraldique des « boules » (palle) des Médicis.

## Analyse
« [...] une atténuation de la couleur que professe, dans les mêmes années, un Filippo Lippi dans son Retable de la chapelle du Noviciat, à Santa Croce »

— Neville Rowley, Pittura di luce : la manière claire dans la peinture du Quattrocento.

## La prédelle
La prédelle (32 × 244 cm), qui est l'œuvre de Francesco di Stefano Pesellino, est conservée en partie : 
- au Musée du Louvre (les 2 premiers panneaux : Saint François d'Assise recevant les stigmates  et  Saint Côme et saint Damien soignant un malade  - dit du « Miracle de la greffe d'une jambe »), possession issue d'une conquête militaire
- et au musée des Offices (les 3 derniers : La Nativité du Christ, Le Martyre des saints Côme et Damien, Le Miracle du cœur de l'avare[5],[6] - ce dernier opéré par saint Antoine et dont le titre italien est Sant'Antonio fa ritrovare nel forziere il cuore dell'usuraio).

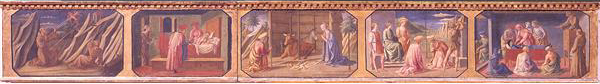
Reconstitution de la prédelle du Retable du noviciat (éléments dispersés avant restauration).

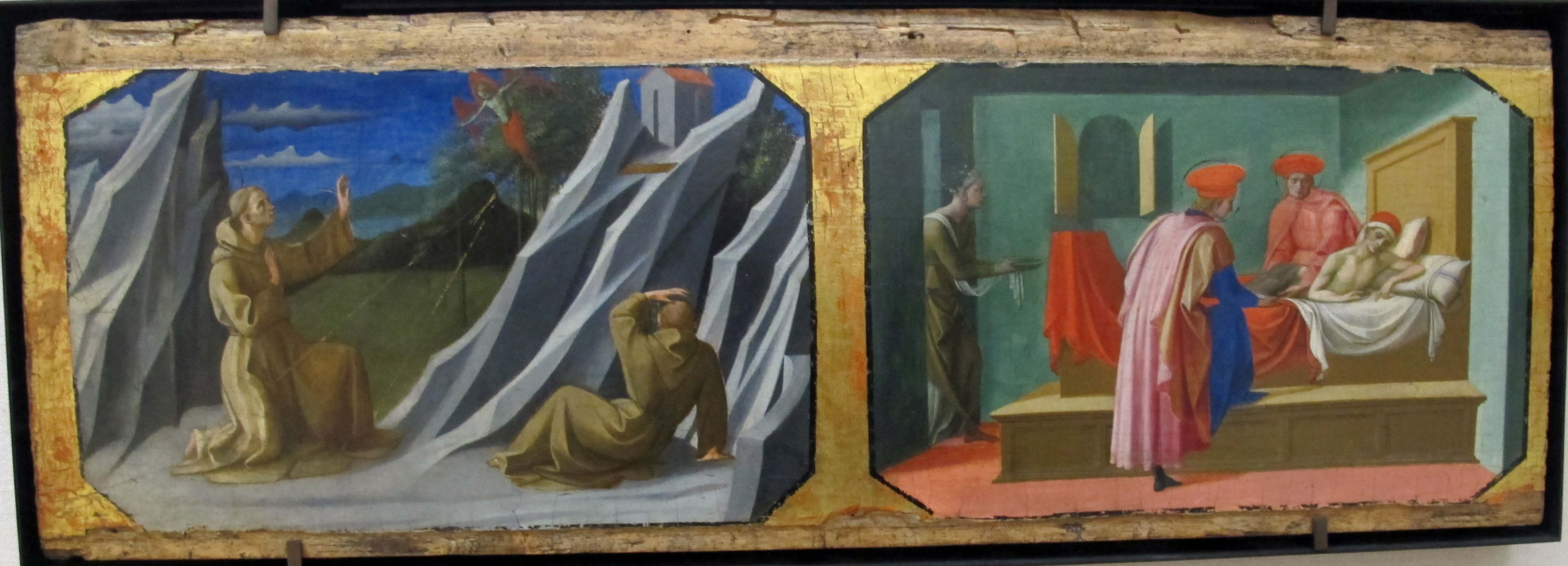
Les deux panneaux du Louvre après restauration.